# Casey Jones (gruppo musicale)
I Casey Jones erano un gruppo hardcore punk straight edge proveniente da Jacksonville, Florida. La band deve il suo nome al personaggio delle Tartarughe Ninja Casey Jones.

## Storia
I Casey Jones si formano all'inizio del 2003 come side project degli Evergreen Terrace. I membri originali erano Josh James, suo fratello Caleb e Josh Smith. Poco dopo la formazione la band pubblica un demo dal titolo Are Some Crucial Dudes.
Nel 2004 esce il primo full-length della band intitolato The Few, the Proud, the Crucial, pubblicato dalla Indianola Records.
Due anni più tardi dopo alcuni cambi di formazione esce il secondo album dal titolo The Messenger, attraverso la Eulogy Recordings.
Nel 2011 esce il terzo album I Hope We're Not the Last, pubblicato indipendentemente. Lo stesso anno la band annuncia lo scioglimento e che il 2011 sarà l'ultimo anno in cui la band sarà in tour.
I Casey Jones si sciolgono all'inizio del 2012. Dopo lo scioglimento, i Casey Jones hanno pubblicato un documentario circa l'attività e lo scioglimento della band intitolato Start to Finish.

## Formazione

### Ultima
- Josh James - voce
- Caleb James - batteria
- James Siboni - basso
- Evan Judd - chitarra
- Poops Howard - chitarra

### Ex componenti
- Jason Southwell - chitarra
- Josh Smith - basso

## Discografia

### Album in studio
- 2004 - The Few, the Proud, the Crucial (Indianola Records)
- 2006 - The Messenger (Eulogy Recordings)
- 2011 - I Hope We're Not the Last (Indipendente)

### Demo
- 2003 - Are Some Crucial Dudes